# 堤利一郎
堤 利一郎（つつみ りいちろう）は、日本の漫画家、イラストレーター。

## 主な作品
- ゴッドシーカー
- アヴァロンの鍵